# George Monckton-Arundell
George Monckton-Arundell (ur. 24 marca 1882, zm. 27 marca 1943) – brytyjski wojskowy i polityk, w latach 1935–1941 gubernator generalny Nowej Zelandii. 
Ukończył Eton College oraz Uniwersytet Oksfordzki. W 1910 kandydował bez powodzenia do parlamentu, po czym wstąpił do armii. W 1931 odziedziczył po swym ojcu tytuł wicehrabiego Galway. Cztery lata później został gubernatorem generalnym Nowej Zelandii. Choć jego kadencja miała pierwotnie trwać 5 lat, została wydłużona o rok z uwagi na wybuch II wojny światowej. Po powrocie do kraju otrzymał honorową głównie funkcję lorda namiestnika Nottinghamshire, którą sprawował do końca życia. 

Herb lorda Galway